# Lasioglossum lineare
Lasioglossum lineare är en biart som först beskrevs av Schenck 1870.  Lasioglossum lineare ingår i släktet smalbin, och familjen vägbin. Inga underarter finns listade i Catalogue of Life.